# Ignacy Olszewski (pilot)
Ignacy Olszewski (ur. 30 czerwca?/13 lipca 1913 w Kijowie, zm. 16 września 2004 w Warszawie) – pułkownik pilot Wojska Polskiego, uczestnik kampanii wrześniowej oraz działań polskiego lotnictwa na Zachodzie, kawaler Orderu Virtuti Militari, pilot doświadczalny, dowódca 302. i 308. dywizjonu myśliwskiego Polskich Sił Powietrznych na Zachodzie.

## Życiorys

### Pochodzenie i młodość
Syn Rocha i Marii z domu Dziewulskiej. Jego dwaj starsi bracia wstąpili do Wojska Polskiego w 1920 roku i podczas odwrotu dotarli do Polski, natomiast on z rodzicami przyjechał do kraju dwa lata później. W 1932 ukończył Szkołę Techniczną Kolejową. W tym samym roku zgłosił się do odbycia jednorocznej ochotniczej służby wojskowej. Został przyjęty do Szkoły Podchorążych Rezerwy Saperów w Modlinie. Po jej ukończeniu został przeniesiony do rezerwy i przydzielony w rezerwie do 8. batalionu saperów w Toruniu. Na stopień podporucznika został mianowany ze starszeństwem z dniem 1 stycznia 1935 i 46. lokatą w korpusie oficerów rezerwy inżynierii i saperów.
W toruńskim Aeroklubie Pomorskim przeszedł szkolenie w zakresie pilotażu samolotów RWD-8 oraz Hanriot H.28 i uzyskał licencję pilota turystycznego. Został zatrudniony w PKP w Toruniu na stanowisku technika budowlanego, w 1936 roku pracował w Bydgoszczy przy budowie linii kolejowej. W 1936 został przeniesiony do korpusu oficerów rezerwy lotnictwa i przydzielony w rezerwie do 4. pułku lotniczego w Toruniu.

### II wojna światowa
Po wybuchu II wojny światowej został zmobilizowany i pełnił funkcję oficera dyżurnego lotniska w Toruniu. Po zniszczeniu przez Luftwaffe samolotów, które tam stacjonowały, przedostał się do Warszawy, gdzie został przydzielony do eskadry bazującej na lotnisku mokotowskim. Wykonywał loty rozpoznawcze i łącznikowe na samolotach RWD-14 Czapla i Lublin R.XIII. 10 września odleciał samolotem RWD-13 do Lwowa. Po ataku Związku Radzieckiego na Polskę 17 września odleciał z lotniska Podhajce do Czerniowiec w Rumunii. Został internowany, ale udało mu się uciec. Dotarł do portu Bałczik, skąd po długiej podróży na pokładzie statku „Patris”, w listopadzie 1939 roku dopłynął do Marsylii. Został skierowany do polskiej bazy w Lyon-Bron, gdzie leczył się z nabytych podczas podróży chorób. Po rekonwalescencji wykonał kilka lotów ma samolotach Morane-Saulnier MS.406, ale nie wziął udziału w walkach. Po klęsce Francji na pokładzie statku „Arandora Star” został ewakuowany do Wielkiej Brytanii.
Wstąpił do RAF, otrzymał wówczas numer służbowy P-1095. Został przydzielony do jednostki współpracy z artylerią przeciwlotniczą – 2. Anti Aircraft Co-operation Unit. Następnie przeszedł przeszkolenie w pilotażu samolotów Havard i Spitfire w jednostce szkolenia operacyjnego – 61. Operational Training Unit w Heston. Po zakończeniu szkolenia we wrześniu 1941 roku otrzymał przydział do 303. dywizjonu, a w październiku został przydzielony do 306. dywizjonu. Odbył w nim serię lotów treningowych i 12 października przeszedł do 315. dywizjonu. W marcu 1942 roku przydzielono go do 603. dywizjonu, w kwietniu odszedł do 54. dywizjonu, a w maju do 164. dywizjonu. W lipcu 1942 roku powrócił do 315. dywizjonu, aby w styczniu następnego roku przejść do Intensive Flying Developmentt Flight w Boscombe Down, gdzie brał udział w oblatywaniu Spitfire Mk XII. 15 lutego powrócił do 315. dywizjonu i w latał w jego składzie. 22 czerwca 1943 roku, podczas powrotu z operacji Ramrod 99, musiał lądować przymusowo na skutek awarii samolotu. Odniósł obrażenia i na miesiąc został wyłączony z lotów operacyjnych. 1 stycznia 1945 roku odniósł swe jedyne zwycięstwo powietrzne, zestrzeliwując samolot Focke-Wulf Fw 190. W lutym tego samego roku odszedł na krótki odpoczynek, z którego powrócił 25 lutego na stanowisko dowódcy 302. dywizjonu. 14 marca został zestrzelony podczas ataku na Zwolle. Dzięki holenderskiemu ruchowi oporu udało mu się uniknąć niewoli i przedostać na tereny zajęte przez wojska alianckie. Powrócił do służby w lotnictwie, w lipcu 1945 roku został mianowany dowódcą 308. dywizjonu i pozostał nim do momentu rozwiązania dywizjonu 3 stycznia 1947 roku.

### Czasy powojenne
24 sierpnia 1946 roku zadeklarował chęć repatriacji do Polski, do kraju dotarł 21 listopada. Zamieszkał w Gdańsku, gdzie już przebywała jego matka i brat Kornel. Włączył się w reaktywowanie Aeroklubu Gdańskiego. W 1947 roku rozpoczął studia na Wydziale Architektury Politechniki Gdańskiej, które ukończył cztery lata później. W 1948 roku, na fali represji stalinowskich został odsunięty od latania, ale znalazł zatrudnienie przy odbudowie Gdańska.
Do latania w Wojsku Polskim powrócił po „październikowej odwilży”. Przeszedł przeszkolenie w pilotażu samolotów odrzutowych i został mianowany szefem Oddziału Bezpieczeństwa i Higieny Lotów w Dowództwie Wojsk Lotniczych. Dzięki jego pracy powstał zespół do spraw badania przyczyn wypadków lotniczych oraz zmodyfikowano program szkolenia. W 1968 roku odszedł z lotnictwa z przyczyn zdrowotnych i pracował jako architekt w biurze projektów przemysłu farmaceutycznego. Na emeryturę przeszedł w 1978 roku, ale pozostał aktywny zawodowo. Zajmował się projektowaniem okładek książek, witraży i tablic pamiątkowych. Był zaangażowany w działalność społeczną, w 1992 roku był jednym ze współzałożycieli Stowarzyszenia Lotników Polskich. Trzy lata później został wybrany jego przewodniczącym i przez cztery kadencje sprawował tę funkcję.
Zmarł 16 września 2004 roku w Warszawie, został pochowany na Cmentarzu Wojskowym na Powązkach (kwatera C30-X-17a).

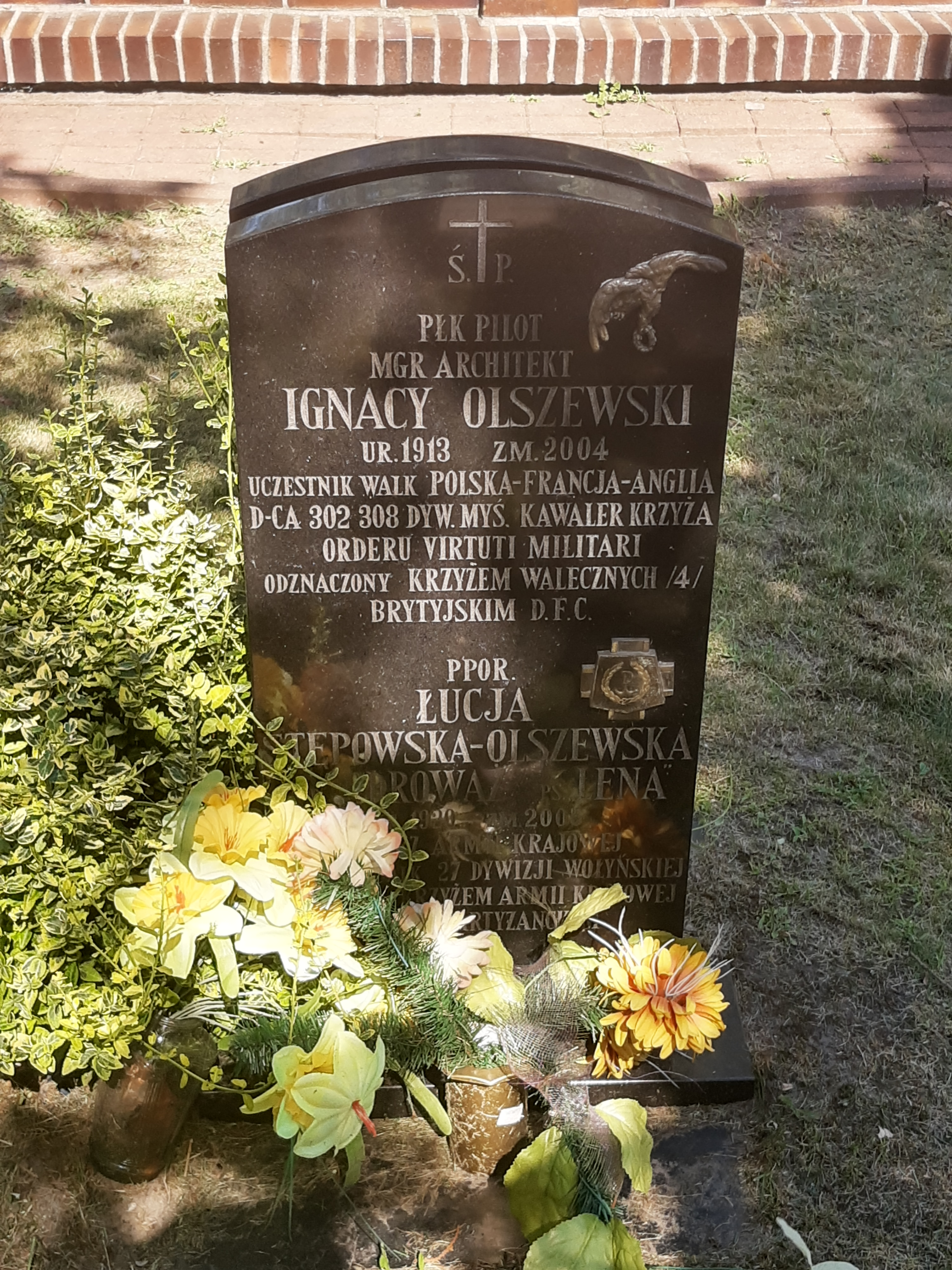
Grób Ignacego Olszewskiego na Powązkach Wojskowych

Na Liście Bajana został sklasyfikowany na 288. pozycji z jednym pewnym zestrzeleniem.

### Życie prywatne
W grudniu 1950 roku ożenił się z Łucją, z którą miał córkę Annę.

## Ordery i odznaczenia
Za swą służbę otrzymał odznaczenia:
- Krzyż Srebrny Virtuti Militari nr 11063[15]
- Krzyż Walecznych – czterokrotnie,
- Krzyż Kawalerski Orderu Odrodzenia Polski,
- Medal Lotniczy – czterokrotnie,
- Distinguished Flying Cross.
- Krzyż Lotnika (4 lutego 1947)[16]